# Nuovo Contratto Sociale
Nuovo Contratto Sociale (in olandese Nieuw Sociaal Contract, NSC) è un partito politico olandese di orientamento cristiano democratico fondato nel 2023 da Pieter Omtzigt.

## Storia
Nel febbraio del 2023 Pieter Omtzigt, allora deputato dell'Appello Cristiano Democratico (CDA), pubblicò il manifesto Een nieuw sociaal contract ("Un nuovo contratto sociale") contenente idee per un rinnovamento del partito. Nel luglio dello stesso anno, a seguito di contrasti con la nuova leadership di Wopke Hoekstra, Omtzigt abbandonò il CDA.
Dopo la caduta del governo Rutte IV e la convocazione di elezioni anticipate, il 19 agosto 2023 Omtzigt fondò il partito Nuovo Contratto Sociale, riprendendo nel nome e nelle idee il suo manifesto del 2021.
Alle elezioni del novembre 2023 il partito si è classificato, con il 12,89%, al quarto posto, eleggendo 20 deputati.

## Ideologia e posizioni
Partito di matrice democratica cristiana, Nuovo Contratto Sociale è stato anche descritto come anti-establishment e si oppone ad un'ulteriore integrazione europea.

## Struttura

### Leader
- Pieter Omtzigt (dal 19 agosto 2023)

### Presidente
- Hein Pieper (24 agosto 2023 – 2 ottobre 2023)
- Bert van Boggelen (dal 2 ottobre 2023, ad interim)

## Risultati elettorali

### Legislative
| Elezione         | Voti      | %     | Seggi    | Posizione   |
| ---------------- | --------- | ----- | -------- | ----------- |
| Legislative 2023 | 1.338.408 | 12,85 | 20 / 150 | Maggioranza |

### Europee
| Elezione     | Voti    | %    | Seggi  |
| ------------ | ------- | ---- | ------ |
| Europee 2024 | 233.564 | 2,75 | 1 / 31 |